# Lestidium atlanticum
Lestidium atlanticum är en fiskart som beskrevs av Nikolai Andreyevich Borodin 1928. Lestidium atlanticum ingår i släktet Lestidium och familjen laxtobisfiskar. Inga underarter finns listade i Catalogue of Life.